# Epitaph für Maria von Wildenstein

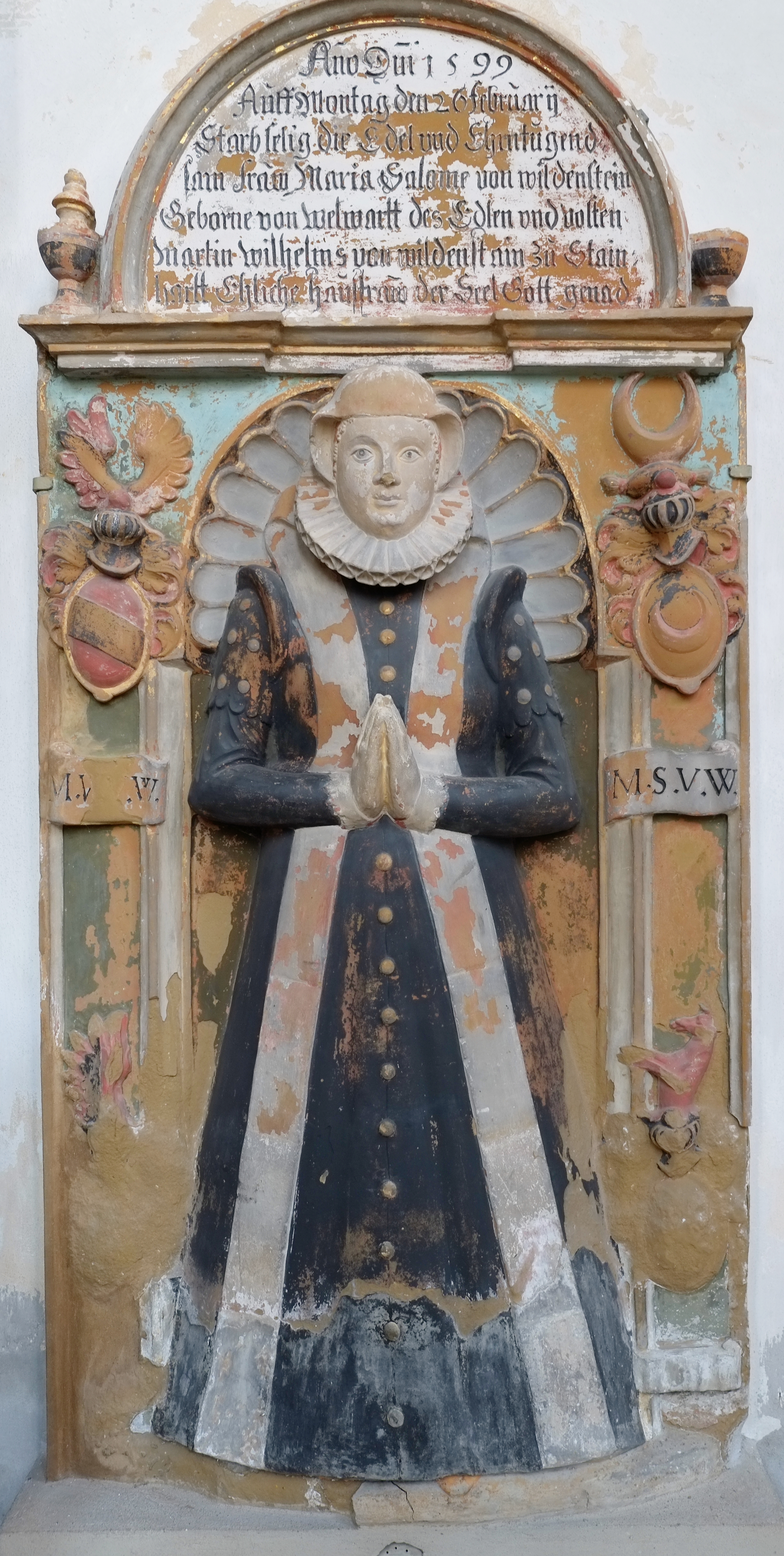
Epitaph für Maria von Wildenstein

Das Epitaph für Maria von Wildenstein († 26. Februar 1599) befindet sich im Chor der evangelischen Stadtpfarrkirche St. Jakob in Oettingen in Bayern, einer Stadt im Landkreis Donau-Ries. Das Epitaph ist ein Teil der als Baudenkmal geschützten Kirchenausstattung.

## Beschreibung
Das farbig gefasste Renaissance-Epitaph für Maria Salome von Wildenstein, geb. von Woellwarth, trägt die Inschrift: 

„A(n)no D(omi)ni 1599 Auff Montag 26 Februarij Starb selig die Edel und Ehrntugendsam Fraw Maria Salome von Wildenstein Geborne von Welwartt des Edlen vnd Vosten Martin Wilhelms von Wildenstain zu Stainhartt Ehliche hausfraw der Seel Gott genad.“

Fast lebensgroß wird die Verstorbene mit gefalteten Händen dargestellt. Seitlich befinden sich links das Wappen der Wildenstein, darunter steht „M. W. (unleserlich) W.“ für Martin Wilhelm von Wildenstein. Rechts befindet sich das Wappen der Woellwarth, darunter „M. S. V. W.“ für Maria Salome von Woellwarth. Das mütterliche Wappen des Ehemanns ist nicht mehr kenntlich, wie auch seine Einordnung in die Genealogie des Geschlechts von Wildenstein bisher noch nicht gelungen ist. Auf der Frauenseite ist das Rechberger Wappen zu erkennen. Ihre Eltern waren Georg Sigmund von Woellwarth (gest. 1556) und Anna von Rechberg zu Hohenrechberg (1519–1598). Ihr Bruder Hans Sigmund von Woellwarth (1546–1622), hat eventuell als Herr des nahegelegenen Ritterguts Polsingen den Auftrag für das Epitaph auf seine kinderlos verstorbene Schwester erteilt.
Die 2,46 m hohe und 1,13 m breite Sandsteinplatte wird von einem Tympanon mit Inschrift, flankiert von Vasen, bekrönt.